# Rebocador espacial

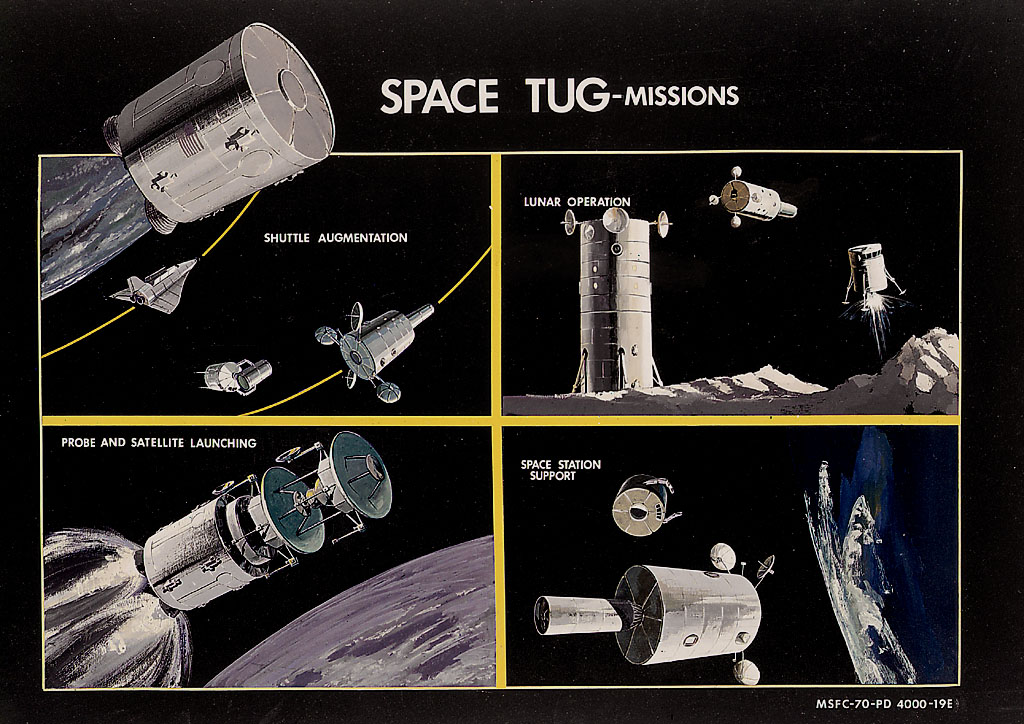
Possíveis missões de um rebocador espacial.

Um rebocador espacial é um veículo, tripulado ou não, usado para transferir cargas úteis como: satélite geoestacionários ou espaçonaves tripuladas entre órbitas da Terra baixas e altas ou entre a órbita da Terra e da Lua.

## Propostas conhecidas
- NASA - Space Transportation System[1]
- Space Systems/Loral e Constellation Services International - COTS[2]
- Ad Astra Rocket Company - Proposta usando um motor VASIMR